# Starościn (gromada w powiecie lubartowskim)
Starościn – dawna gromada, czyli najmniejsza jednostka podziału terytorialnego Polskiej Rzeczypospolitej Ludowej w latach 1954–1972.
Gromady, z gromadzkimi radami narodowymi (GRN) jako organami władzy najniższego stopnia na wsi, funkcjonowały od reformy reorganizującej administrację wiejską przeprowadzonej jesienią 1954 do momentu ich zniesienia z dniem 1 stycznia 1973, tym samym wypierając organizację gminną w latach 1954–1972.
Gromadę Starościn z siedzibą GRN w Starościnie utworzono – jako jedną z 8759 gromad na obszarze Polski – w powiecie lubartowskim w woj. lubelskim na mocy uchwały nr 11 WRN w Lublinie z dnia 5 października 1954. W skład jednostki weszły obszary dotychczasowych gromad Starościn wieś, Starościn kol., Zofian, Biadaczka i Kruk ze zniesionej gminy Samoklęski oraz obszary dotychczasowych gromad Pryszczowa Góra, Wólka Krasienińska i Dąbrówka ze zniesionej gminy Krasienin w tymże powiecie. Dla gromady ustalono 18 członków gromadzkiej rady narodowej.
31 grudnia 1959 z gromady Starościn wyłączono wieś Pryszczowa Góra i kolonię Maziarka, włączając je do gromady Krasienin w powiecie lubelskim w tymże województwie.
1 stycznia 1960 gromadę zniesiono, włączając jej obszar (wieś Starościn, kolonie Starościn, Milin i Okrągłe oraz wsie Kruk, Zofia, Biadaczka, Wólka Krasienińska i Dąbrówka) do gromady Samoklęski w tymże powiecie.